# Tmolos (Mythologie)

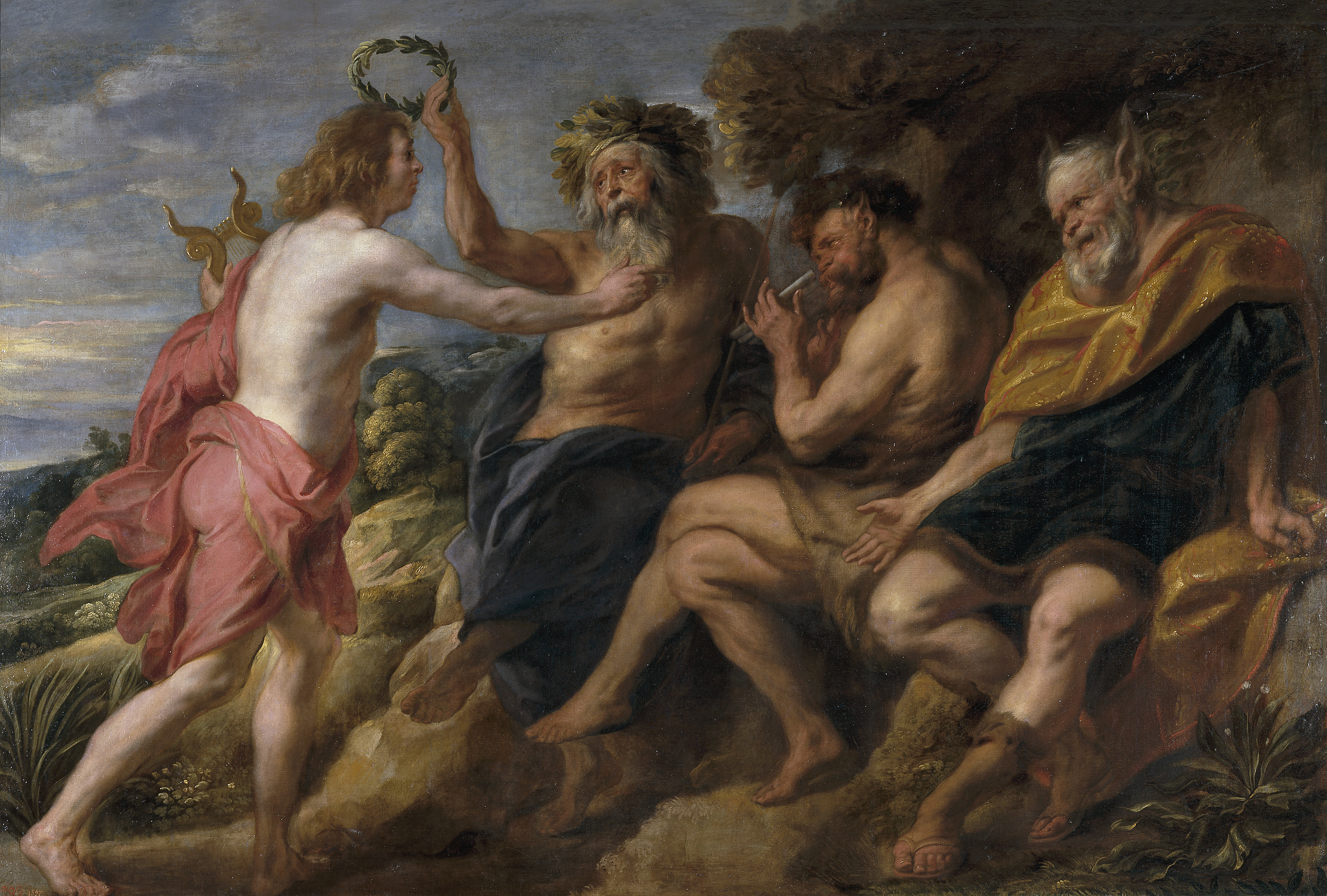
Jacob Jordaens: Tmolus krönt Apollo zum Sieger im Musikwettstreit mit Pan

Tmolos (altgriechisch Τμῶλος Tmṓlos), latinisiert Tmolus, auch Timolus, ist eine Berggottheit der griechischen Mythologie, die Personifikation des gleichnamigen Gebirgszugs in Lydien (heute Boz Dağı).
Tmolos gilt als Gemahl der Omphale und zeugte mit der Nymphe Pluto den Tantalos.
In den Metamorphosen des Ovid tritt er im musikalischen Wettstreit zwischen Phoebus-Apollo und Pan als Schiedsrichter auf.
Strabon († nach 23 n. Chr.) nennt ihn als ersten König von Lydien.